# Wouly de Bie
Wouly Sybrand de Bie (Den Haag, 4 maart 1958 – Doha, 31 augustus 2023) is een voormalig Nederlandse waterpolospeler.
Wouly de Bie nam tweemaal deel aan de Olympische Spelen, in 1980 en 1984. Hij eindigde met het Nederlands team beide keren op de zesde plaats.
In mei 2002 werd de Bie door de Canadese Waterpolobond aangesteld als coach van het Canadese vrouwenteam. Zijn aanstelling was mede te danken aan zijn 15-jarige ervaring als internationaal coach van Nederlandse en Franse clubteams, alsmede zijn activiteiten bij het opzetten van nationale teams voor Koeweit en Nieuw-Zeeland.
De Bie overleed op 65-jarige leeftijd aan een hartaanval.
Stan van Belkum · 
Wouly de Bie · 
Ton Buunk · 
Jan Jaap Korevaar · 
Nico Landeweerd · 
Aad van Mil · 
Ruud Misdorp · 
Dick Nieuwenhuizen · 
Eric Noordegraaf · 
Jan Evert Veer · 
Hans van Zeeland · 
 Ivo Trumbić (Bondscoach)
Johan Aantjes · 
Stan van Belkum · 
Wouly de Bie · 
Ton Buunk · 
Ed van Es · 
Anton Heiden · 
Nico Landeweerd · 
Aad van Mil · 
Ruud Misdorp · 
Dick Nieuwenhuizen · 
Eric Noordegraaf · 
Roald van Noort · 
Remco Pielstroom
1. ↑  Trainingsbeest keepte op twee Olympische Spelen en zwierf als trainer hele wereld over, waterpoloër Wouly de Bie overleden op 65-jarige leeftijd. Gooi- en Eemlander (1 september 2023).